# Nova Linux
Nova és una distribució Linux patrocinada per l'estat cubà llançada el febrer de 2009. Va ser desenvolupat a l'Havana a la Universitat de Ciències de la Informació (UCI) per estudiants i professors per proporcionar programari lliure i de codi obert (FOSS) a usuaris sense experiència i institucions cubanes. Tot i que la versió inicial estava basada en Gentoo, els desenvolupadors van canviar a Ubuntu començant amb la versió 2.1.
El maig de 2016, es van discutir sobre una nova versió 6.0. No obstant això, el 2016, Distrowatch havia marcat Nova com a discontinuït. i el seu lloc web, www.nova.cu, havia estat retirat. Nova va tornar a entrar al desenvolupament més tard, i la versió 8.0 es va publicar entre gener i març de 2022.
A principis del 2018, els seus dipòsits i el servidor de descàrregues (repo.nova.cu) es van tancar temporalment, i se'ls va dir als usuaris que canviessin a CentOS, després del qual Nova va reprendre el desenvolupament un parell de mesos més tard. A principis del 2019, el lloc web de distribució tornava a estar actiu i DistroWatch el va enumerar com en desenvolupament actiu.

## Objectiu i adopció
L'objectiu de Nova era aconseguir "la sobirania i la independència tecnològica" i tenir-lo instal·lat en tots els ordinadors de Cuba on Microsoft Windows encara és el sistema operatiu més utilitzat. El sistema era fonamental per al desig del govern cubà de substituir Windows. Hector Rodríguez, director de la UCI, va dir que "[l]e moviment del programari lliure s'acosta més a la ideologia del poble cubà, sobretot per la independència i la sobirania". Altres motius citats per desenvolupar el sistema inclouen l'embargament dels Estats Units contra Cuba que va dificultar als cubans comprar i actualitzar Windows, així com els possibles problemes de seguretat que tem el govern cubà a causa de l'accés del govern dels EUA a Microsoft. codi font.
L'objectiu de Nova era aconseguir "la sobirania i la independència tecnològica" i tenir-lo instal·lat en tots els ordinadors de Cuba on Microsoft Windows encara és el sistema operatiu més utilitzat. El sistema era fonamental per al desig del govern cubà de substituir Windows. Hector Rodríguez, director de la UCI, va dir que "[l]e moviment del programari lliure s'acosta més a la ideologia del poble cubà, sobretot per la independència i la sobirania". Altres motius citats per desenvolupar el sistema inclouen l'embargament dels Estats Units contra Cuba que va dificultar als cubans comprar i actualitzar Windows, així com els possibles problemes de seguretat que tem el govern cubà a causa de l'accés del govern dels EUA a Microsoft. codi font.

## Programari
La primera versió de Nova, anomenada Baire, es basava en Gentoo Linux, mentre que Nova 2.1 Desktop Edition es basava en Ubuntu. Nova Escritorio és la suite ofimàtica de la UCI destinada a substituir Microsoft Office.

### Característiques generals
Aplicacions principals:
1. Navegador web Mozilla Firefox.
2. Client de missatgeria instantània Empathy.
3. Client de correu electrònic Mozilla Thunderbird.
4. Reproductor multimèdia Totem.
5. Reproductor de música Rhythmbox.
6. Programari d'edició de vídeo Pitivi.
7. Programa d'edició d'imatges F-Spot.
8. Transmissió client Torrent.
9. Programa de gravació de discs Brasero.
10. OpenOffice com a suite ofimàtica.